# Font-Romeu-Odeillo-Via
Font-Romeu-Odeillo-Via (în catalană Font-romeu) este o comună în departamentul Pyrénées-Orientales din sudul Franței. În 2009 avea o populație de 1.889 de locuitori.

## Evoluția populației
| An        | 1975  | 1982  | 1990  | 1999  | 2006  | 2009  |
| --------- | ----- | ----- | ----- | ----- | ----- | ----- |
| Populație | 2.098 | 2.150 | 1.857 | 2.003 | 1.995 | 1.889 |